# Frida Kahlo
Frida Kahlo (født 6. juli 1907, død 13. juli 1954) var en mexicansk maler og aktiv kommunist.
Kahlo blev født Magdalena Carmen Frieda Kahlo y Calderon i sine forældres hus i Coyoacan i Mexico, som dengang var en forstad til Mexico City. Hendes far var maler og fotograf med tysk-jødiske rødder, hans familie stammede fra Oradea i Rumænien. 
Da hun som 18-årig blev ramt af en ulykke, der gjorde hende handicappet, begyndte Kahlo at interessere sig for malerkunst frem for medicin. Hendes arbejde var baseret på personlige erfaringer og var ofte chokerende i sin utilslørede portrættering af smerte og kvinders barske liv. Hele 55 af hendes 143 malerier er selvportrætter, der rummer en personlig symbolik med grafiske, anatomiske referencer. Hun var desuden påvirket af den indfødte mexicanske kultur, som hun illustrerede med lyse farver, med en blanding af realisme og symbolisme.
Hendes malerier fangede kunstneren Diego Riveras interesse. Hun giftede sig senere med ham, blev skilt og giftede sig igen med ham. Hun var aktiv kommunist og havde også en affære med Lev Trotskij, der blev snigmyrdet af Stalins agenter i Mexico City i 1940. 
Desuden havde hun en kortvarig affære med sangerinden Chavela Vargas.
Selvom Kahlos arbejde nogle gange blev klassificeret som surrealistisk, og hun flere gange udstillede sammen med europæiske surrealister, var hun selv uenig i klassificeringen. Hun opnåede sidst i 1900-tallet status som feministisk kultskikkelse på grund af sit kunstneriske valg af kvindetemaer.
Hun døde den 13. juli 1954. Hendes aske opbevares i en præ-columbiansk urne, som er udstillet i hendes tidligere hjem, La Casa Azul (det blå hus) i Coyoacan, som i dag er museum med udstilling af en del af hendes værker. La Casa Azul står stort ser uforandret efter Fridas død med maleratelier, et udvalg af hendes farverige klæder og benprotesen, hun fik, efter at hendes ben blev amputeret. Amputationen var sandsynligvis en konsekvens af en af de mange operationer, hun gennemgik efter sin ulykke. 
I 1982 blev det biografiske dokumentarprogram Frida Kahlo, med arkivmateriale med hende udgivet i Tyskland.  I 1984 lavede instruktøren Paul Leduc filmen Frida, naturaleza viva, med Ofelia Medina i rollen som Frida Kahlo. I 2002 stod Miramax bag spillefilmen Frida med Salma Hayek i rollen som Frida Kahlo.
I Århus opførtes den 28. oktober 2007 i anledning af 100-året for Frida Kahlos fødsel teaterstykket ”Cada quien su Frida”.

## Deltagelse i kampen for kommunisme
På trods af sin tidligere affære med Lev Trotskij frasagde Kahlo sig i 1953 trotskismen og erklærede sig selv som aktiv støtte af den Tredje Internationale (Komintern) ledet af Joseph Stalin.
Igennem sit liv gjorde Frida, hvad hun kunne for at hjælpe med at samle den kommunistiske bevægelse i Mexico. Som medlem af Mexicos kommunistiske parti gjorde hun brug af kunst for at sprede partiets budskaber. To af hendes kunstværker er navngivet "Marxisme vil helbrede de syge" og "Selvportræt med Josef Stalin". 